# 코모로의 재외공관 목록

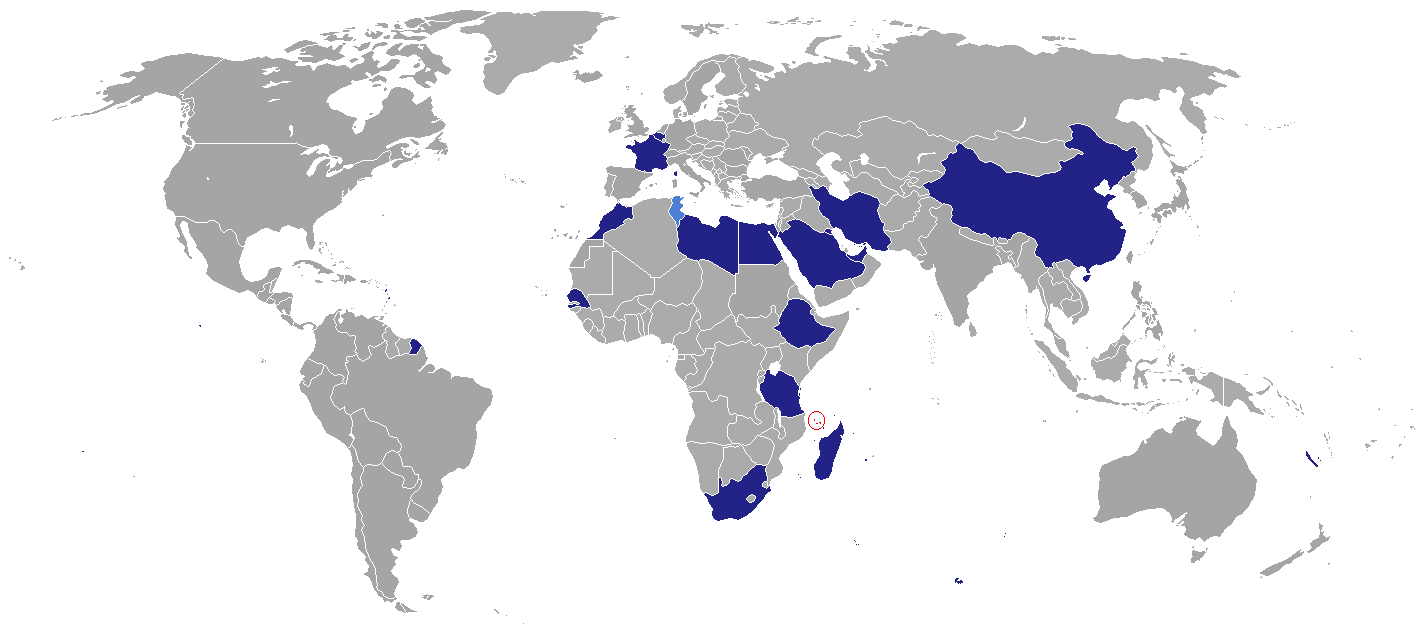
코모로의 재외공관

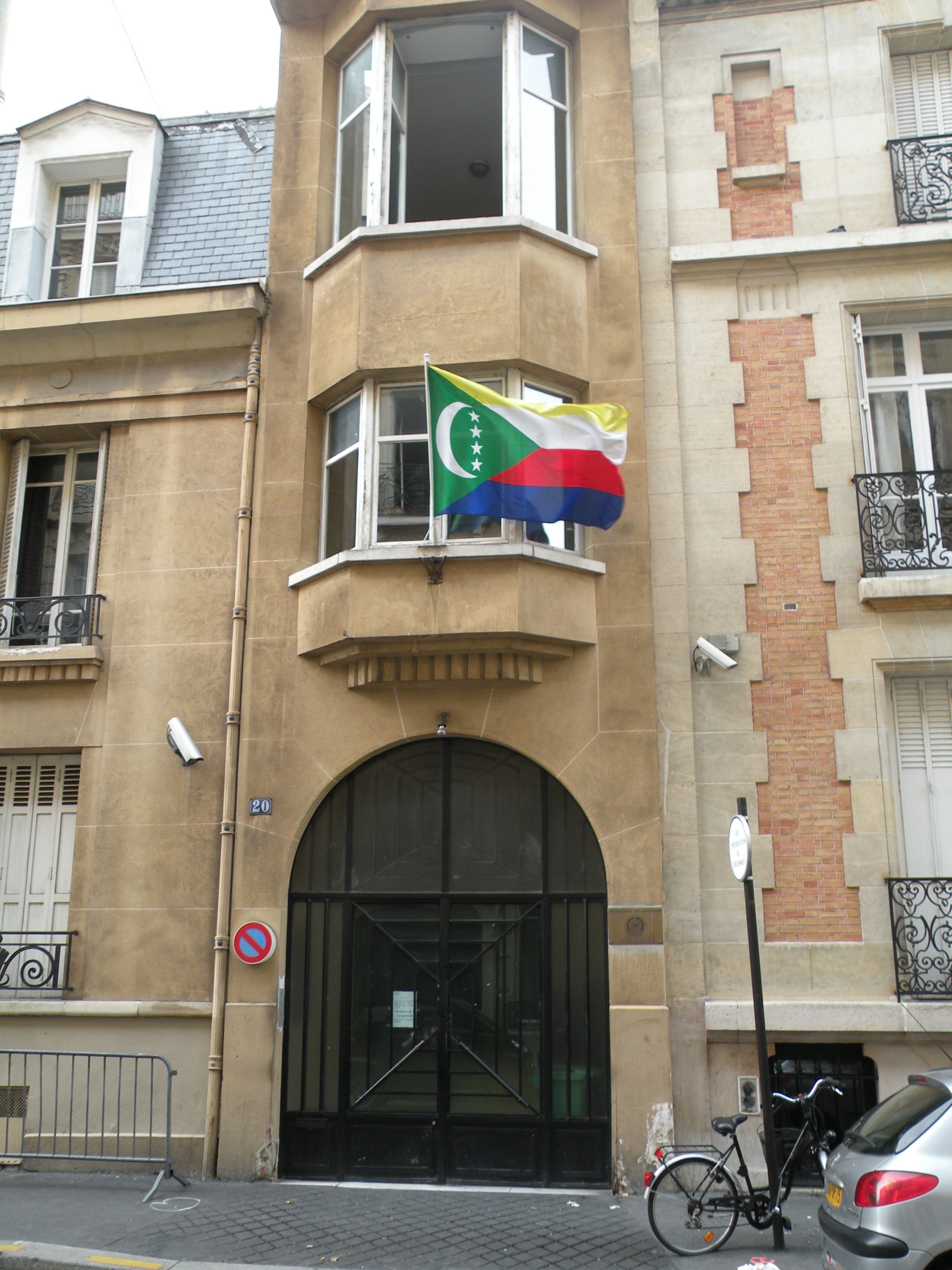
파리 주재 코모로 대사관

코모로의 재외공관 목록은 코모로 주재 대사관을 각국에 상주시켜 놓는 것을 의미하며 코모로의 재외공관을 나열한 목록이다.

## 아프리카
- 이집트 : 카이로 (대사관)
- 리비아 : 트리폴리 (대사관)
- 마다가스카르 : 안타나나리보 (대사관), 마하장가 (영사관)
- 남아프리카 공화국 : 프리토리아 (대사관)

## 아시아
- 중화인민공화국 : 베이징시 (대사관)
- 이란 : 테헤란 (대사관)
- 카타르 : 도하 (대사관)
- 사우디아라비아 : 리야드 (대사관), 지다 (영사관)
- 아랍에미리트 : 아부다비 (대사관)

## 유럽
- 벨기에 : 브뤼셀 (대사관)
- 프랑스 : 파리 (대사관)

## 대표부
- UN 코모로 정부 대표부 : 뉴욕
- 아랍 연맹 코모로 정부 대표부 : 카이로